# Lebogang Manyama
Lebogang Manyama, né le 13 septembre 1990 à Tembisa en Afrique du Sud, est un footballeur international sud-africain.

## Biographie

### Carrière en club

#### Ajax Cape Town
Après avoir débuté le football à Balfour Park et Alexandra FC, il commence sa carrière professionnelle en 2010 à l'Ajax Cape Town. Il fait ses débuts le 20 août, en MTN 8 face à Mamelodi Sundowns (victoire 1-1 puis 5-4 aux penaltys). Pous sa première saison, il fait 22 apparitions en Premier Soccer League et marque un but le 5 février 2011, lors d'un victoire 2-1 contre Supersport United. Il devient rapidement un élément important de l'effectif, marquant 6 buts pour sa deuxième saison puis 5 lors de sa troisième. Il réalise un très bon début de saison en 2013-2014 et quitte le club au mercato hivernal.

#### Supersport United
En janvier 2014, il s'engage avec SuperSport United. Il joue son premier match le 18 janvier, face à Orlando Pirates (victoire 2-1) et marque son premier but le 31 janvier contre Univesity of Pretoria (victoire 1-0).
La saison 2014-2015 est plus compliquée pour lui sur le plan personnel malgré une victoire en Telkom Knockout. Il est donc prêté à Mpumalanga Black Aces en 2015-2016.

#### Mpumalanga Black Aces
Il fait ses débuts le 25 août, contre Mamelodi Sundowns (victoire 1-0) et marque son premier but le 3 novembre, contre Jomo Cosmos (victoire 3-1).

#### Cape Town City
Il décide de poursuivre l'aventure à Cape Town City, successeur de Mpumalanga Black Aces fraîchement dissous. Il joue le premier match de la franchise le 23 août 2016, contre Polokwane City (victoire 2-0) et inscrit son premier but le 27 septembre contre Highlands Park (1-1). Désigné capitaine, il réalise une très bonne saison en remportant le Telkom Knockout face à son ancien club et en inscrivant 14 buts (toutes compétitions confondues), faisant de lui le meilleur buteur de Premier Soccer League.
Néanmoins, l'arrivée de Benedict McCarthy au poste d'entraîneur lors de l'intersaison le pousse à quitter le club.

#### Konyaspor
En septembre 2017, il rejoint la Turquie et Konyaspor. Il fait ses débuts contre Alanyaspor (défaite 3-0). Hormis un doublé et une passe décisive en Coupe de Turquie contre Batman Petrolspor (victoire 3-0), son aventure en Europe est un échec puisqu'il ne joue que 10 rencontres.

#### Kaizer Chiefs
En août 2018, il revient en Premier Soccer League à Kaizer Chiefs. Il fait sa première apparition le 15 septembre, contre Cape Town City (victoire 4-1). Sa saison 2018-2019 est tronquée par les blessures et il prend part à 16 matchs seulement.
Il marque son premier but à l'occasion d'un doublé le 4 août 2019, contre Highlands Park (victoire 3-2).

### Carrière en sélection
Lebogang Manyama reçoit sa première sélection en équipe d'Afrique du Sud le 13 juillet 2013, contre la Namibie. Ce match gagné 2-1 rentre dans le cadre de la Coupe COSAFA. L'Afrique du Sud se classe troisième de cette compétition.
Il inscrit son premier but en équipe nationale le 13 juin 2017, en amical contre la Zambie (défaite 1-2).

#### Buts en sélection
| N° | Date         | Lieu                                       | Adversaire | Score | Résultat | Compétition |
| -- | ------------ | ------------------------------------------ | ---------- | ----- | -------- | ----------- |
| 1. | 13 juin 2017 | Moruleng Stadium, Moruleng, Afrique du Sud | Zambie     | 1–0   | 1–2      | Amical      |

## Palmarès

### En club

#### Ajax Cape Town
- Premier Soccer League
  - Vice-champion : 2010-2011[22]

#### Supersport United
- Telkom Knockout
  - Vainqueur : 2014

#### Cape Town City
- Telkom Knockout
  - Vainqueur : 2016

#### Kaizer Chiefs
- Coupe d'Afrique du Sud
  - Finaliste : 2018-2019[23]

### En sélection
- Coupe COSAFA
  - Troisième : 2013

### Distinctions personnelles[24],[25]
- Premier Soccer League
  - Meilleur buteur : 2016-2017
  - Joueur du mois : Octobre 2016, Novembre 2016, Décembre 2016 et Février 2017
  - Meilleur joueur de la saison : 2016-2017
  - Meilleur joueur de la saison élu par ses pairs : 2016-2017